# Седжо (ван Чосону)
Седжо (кор. 세조, 世祖, Sejo, Sejo); ім'я при народженні Лі Ю (кор. 이유, 李瑈, Yi Yu, Yi Yu; 2 листопада 1417 — 23 вересня 1468) — корейський правитель, сьомий володар держави Чосон.
Посмертний титул — Хеджан-теван, Інхьо-теван .